# درب الجمالة
درب الجمالة أحد الطرق التاريخية التي يسلكها المسافر بغرض الحج والتجارة، يربط الطريق بين مكة والطائف في المئتي عام الأولى من الإسلام وحتى إنشاء طريق الهدا في عام 1958. ينزل الطريق من أعلى جبل الكر في الهدا حتى أسفله بطريقة حلزونية وعلى مسارين مخصص أحدهما للراحلة والآخر للإبل. لاتزال معالم الطريق المرصوف بالحجارة باقية حتى الآن، حيث قامت وزارة السياحة في السعودية بترميم بعض أجزائه والتعريف بها عبر لوحات إرشادية في الجبل.  عرف الطريق بشدة وعورته وانحدار مسالكه بسبب التباين الشديد في الارتفاع بين عقبة الكر التي ينطلق منها وقمة جبل الهدا التي ينتهي عندها.